# Испанидад
| Флаг испанидад: три креста с кораблей Христофора Колумба и Майское солнце на фоне. | |
|                                                                                    | |
| Страны Испанидад на карте мира                                                     | |
| Страны Испанидад                                                                   | |
| Европа - Испания Африка - Экваториальная Гвинея                                    | Америка - Аргентина - Боливия - Чили - Колумбия - Коста-Рика - Куба - Доминиканская Республика - Эквадор - Гватемала - Гондурас - Мексика - Никарагуа - Панама - Парагвай - Перу - Пуэрто-Рико - Сальвадор - Уругвай - Венесуэла |

Испанидад (исп. Hispanidad) — многонациональное сообщество народов и государств, в которых значительную роль играет испанский язык и сформированная на его основе культура. К сообществу испанидад традиционно относят 21 страну (см. карту) Латинской Америки, Африки. В это число не входят территории, на которых статус испанского языка не признан официально, — прежде всего, ряд южных штатов США и приграничные территории Бразилии.
Концепцию испанидад часто связывают с прибытием первых испанцев под предводительством Христофора Колумба в Америку 12 октября 1492 года. В некоторых испаноязычных странах этот день является национальным праздником Día de la Hispanidad.

## История
Осмысление испаноговорящих народов как культурного единства началось ещё в XVIII веке, когда в 1713 году была создана Королевская академия испанского языка, в задачу которой входила стандартизация испанского языка, употребляемого по всему миру. Несмотря на то, что на протяжении XIX века большинство испанских колоний получили независимость или перешли под контроль других государств, проблемы культурной общности не исчезли. В 1951 году была создана Ассоциация Академий испанского языка. Демократизация политического режима в Испании в последней четверти XX века повлекла за собой появление новых форм интеграции испаноязычного мира — в частности, проведение ежегодного Ибероамериканского саммита, в котором наряду с испаноязычными странами принимают участие и португалоязычные), появление в различных странах ибероамериканских культурных центров и т. п.

## Испанидад во всем мире
Испанский язык является родным для более 470 миллионов человек (находится на втором месте после китайского). Общая численность населения, говорящего на испанском языке, составляет более 548 миллионов человек.

### Европа

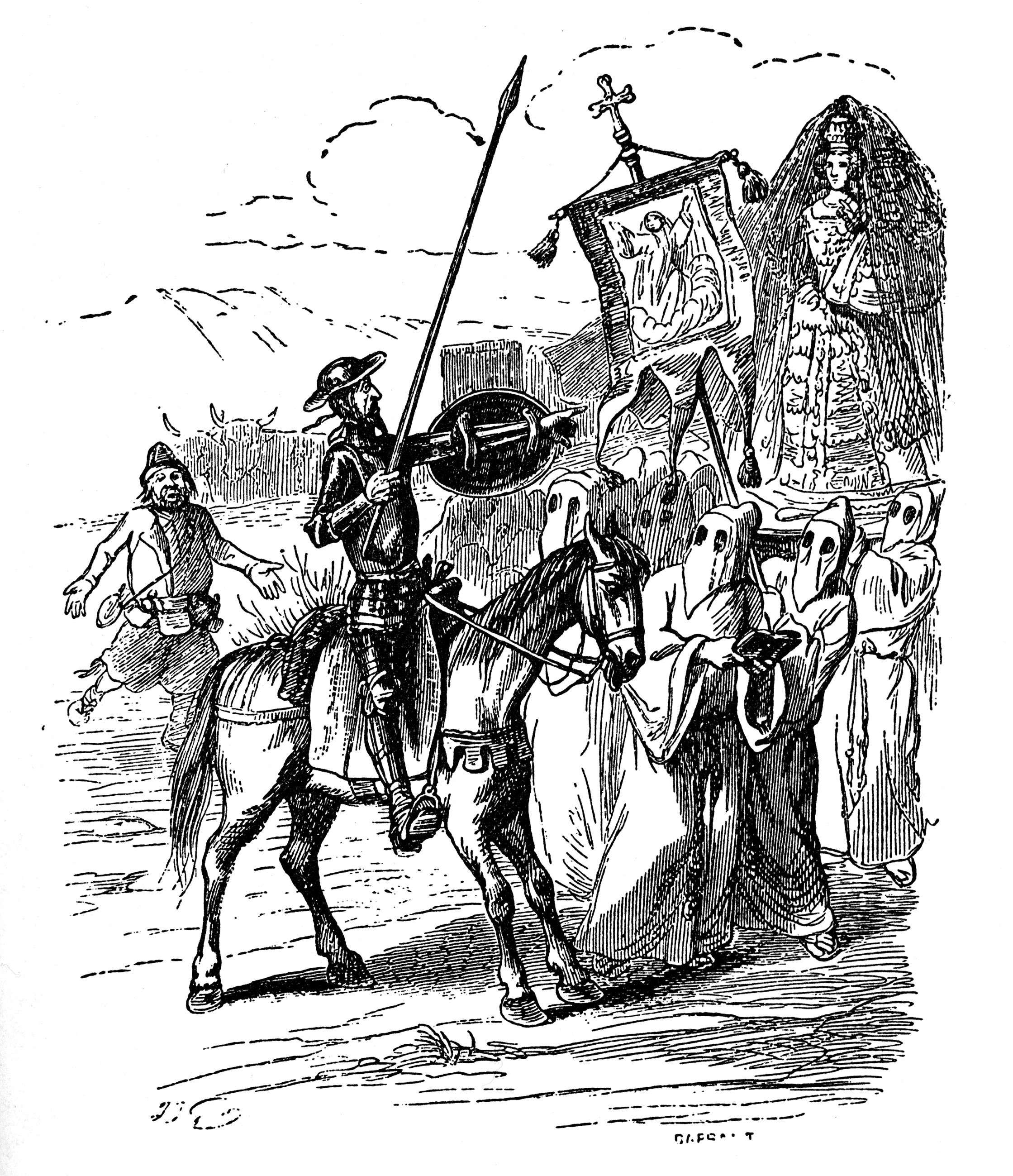
Иллюстрация к Дон Кихоту Жана Гранвиля 1848

Большинство испаноязычного населения Европы проживает в Испании, это около 47 миллионов человек. Также имеет место официальная иммиграция из Латинской Америки, причём не только в Испанию, но и в другие страны континента. Прежде всего это явление касается Франции, где проживает около 2 миллионов испаноговорящих.

### Америка
Большая часть испаноязычного населения сосредоточена в Латинской Америке. Его число превышает 300 миллионов человек. В Аргентине, Боливии, Чили, Колумбии, Коста-Рике, Кубе, Доминиканской Республике, Эквадоре, Гватемале, Гондурасе, Мексике, Никарагуа, Панаме, Парагвае, Перу, Пуэрто-Рико, Сальвадоре, Уругвае и Венесуэле подавляющее большинство говорит на испанском.

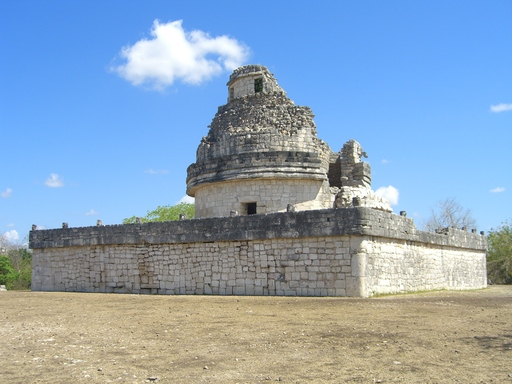
Развалины обсерватории в Чичен-Ице

В Соединённых Штатах, Белизе и Бразилии, которые официально не считаются испаноязычными странами, проживает большое количество носителей испанского языка со времён колониального периода либо более поздней иммиграции. Порядка 50 % населения Белиза говорят по-испански. В Соединённых Штатах более 62 миллионов испаноязычных, или около 18,9 % от общей численности населения.

### Африка
Испаноязычное население африканского континента сосредоточено на заморских территориях Испании (Канарские острова, Сеута, Мелилья и Суверенные территории Испании), а также в Экваториальной Гвинее, в которой испанский является официальным государственным языком, при этом многие также разговаривают на местных наречиях и знают французский. В Марокко и Западной Сахаре некоторые люди сохраняют испанские черты, хотя эти страны в большей степени подвержены влиянию арабского и берберского языков и местной культуры. В общей сложности в Африке два миллиона человек говорят по-испански.

### Азиатско-Тихоокеанский регион
Филиппины являются единственной страной Азии, сохраняющей заметные следы испанского влияния на её культуру и испанские заимствования на родных языках. Многие атрибуты филиппинской культуры и языка — испанского происхождения. Это объясняется тем, что Испания правила страной через Мексику более 300 лет. И даже в более позднее время, после почти 50-летнего периода американского господства в стране, местные культура и язык сохранили характерные черты испанского и латиноамериканского наследия.
Другими страны Азиатско-Тихоокеанского региона, которые поддерживают ту же степень влияния латиноамериканского происхождения, как Филиппины, являются:
- Гуам и Северные Марианские острова, где говорят на языке чаморро, который испытал сильное влияние испанского. Ранее были колониями Испании.
- Каролинские острова, которые в настоящее время разделены между Федеративными Штатами Микронезии и Палау. Ранее также принадлежали испанской короне, а местные языки также подверглись испанскому влиянию.
- Остров Пасхи, в настоящее время принадлежит Чили. Испанский является официальным языком острова.